# フリオ・セサール・チャベス
フリオ・セサール・チャベス（Julio César Chávez、1962年7月12日 - ）は、メキシコの男性プロボクサー。ソノラ州シウダ・オブレゴン出身。元WBC世界スーパーフェザー級王者。元WBA・WBC世界ライト級統一王者。元WBC・IBF世界スーパーライト級統一王者。1984年から1989年にかけて世界3階級制覇を果たした。全盛期には、類い希なるタフネスとスタミナを武器に完璧な強さを誇り、最多世界戦出場数37、1試合に於ける観客動員数13万人、歴代3位となる89連勝、デビュー戦以来90戦無敗（1引き分けを含む）などボクシング史における数々の記録を打ちたてた。メキシカンから絶大な人気を集めたラテンアメリカのボクシング界を代表するスターボクサーで、1990年代前半、マイク・タイソン低迷後のボクシング・シーンを支えた。
二人の息子、フリオ・セサール・チャベス・ジュニア、オマール・チャベスもプロボクサー。

## 来歴
1980年2月15日、プロデビュー（6回KO勝ち）。
43戦全勝の戦績を引っ提げ、1984年9月13日、世界初挑戦。空位のWBC世界ジュニアライト級（現・スーパーフェザー級）王座を同国人のマリオ・マルチネスと争い、8回TKO勝ち。王座奪取に成功した。その後、9度の防衛に成功し、1987年9月に王座返上。
1987年11月21日、WBA世界ライト級王者エドウィン・ロサリオ（プエルトリコ）に挑戦。11回TKO勝ちを収め、2階級制覇達成。
1988年10月29日、2度目の防衛戦で同国人のWBC王者ホセ・ルイス・ラミレスと統一戦を行い、11回負傷判定勝ち。WBA王座防衛に成功すると同時にWBC王座も獲得した。
1989年5月13日、2団体の世界ライト級王座を保持したままWBC世界ジュニアウェルター級（現・スーパーライト級）王者ロジャー・メイウェザー（米国）に挑戦し、10回TKO勝ち。3階級制覇を達成する。その後、2団体の世界ライト級王座は返上。
1990年3月17日、3度目の防衛戦はIBF世界王者メルドリック・テーラー（米国）との統一戦。IBF王者の技巧の前に終始劣勢。ポイントで大きくリードを許した状態で最終・12回を迎える。KO以外に勝利のすべをなくしたWBC王者は捨て身の猛攻を展開。そして、終了20秒前を切ったところでIBF王者からダウンを奪う。辛くも立ち上がったIBF王者だったが、ここでレフェリーストップがかかりWBC王者のTKO勝ち。KOタイムは2分58秒。あと2秒でチャベスは世界王座陥落と同時に69戦目にしてプロ初黒星を喫してしまうところにまで迫っていた。その後、2度の防衛に成功し、1991年4月にIBF王座を返上。
1993年2月20日、10度目の防衛戦でグレグ・ホーゲンと対戦し、5回TKO勝ちで王座を防衛した。メキシコシティのアステカ・スタジアムで開催されたこの試合は観客動員13万人を記録した。
防衛回数を11まで伸ばした1993年9月10日、WBC世界ウェルター級王者パーネル・ウィテカー（米国）とウェルター級の規定体重を2ポンド下回る145ポンドのキャッチウェイトで対戦。フルラウンドの激闘の末、引き分け。4階級制覇はならなかったが、無敗はキープ。その後、12月18日にはWBC世界ジュニアウェルター級王座12度目の防衛に成功。
1994年1月29日、13度目の防衛戦でフランキー・ランドール（米国）と対戦。プロデビュー以来初のダウンを奪われた末の12回判定負け。世界王座から陥落すると同時に、91戦目にしてプロ初黒星を喫した。
1994年5月7日、雪辱・王座返り咲きを懸け、ランドールと再戦。ここでも苦戦を強いられたが、8回、偶然のバッティングで試合続行不能となり、負傷判定勝ち。不本意な形ではあったが、4か月前の雪辱を果たすと同時に世界王座返り咲きを果たした。
1996年6月7日、4度目の防衛戦でオスカー・デ・ラ・ホーヤ（米国）と対戦し、4回TKO負け。2度目の世界王座陥落となり、同時に自身初のKO負けを喫してしまう。
1998年3月7日、同国人のミゲル・アンヘル・ゴンザレスと空位のWBC世界ジュニアウェルター級王座を争うが、12回判定で引き分けとなり、王座返り咲きならず。
1998年9月18日、4階級制覇を懸け、WBC世界ウェルター級王者となったデ・ラ・ホーヤと再戦したが、8回終了TKOで雪辱ならず。
1999年10月2日、ウィリー・ワイズと対戦し、10回判定負け。
2000年7月29日、38歳でコンスタンチン・チューの持つジュニア・ウェルター級のタイトルに挑戦するも、6ラウンドTKO負け。
2001年11月24日、メキシコでテリー・トーマスにTKO勝ちを収めると現役引退を発表した。
2003年11月24日、引退を撤回してウィリー・ワイズと対戦し、TKO勝ちで雪辱を果たした。
2004年5月22日、引退試合としてフランキー・ランドールと3度目の対戦を行い、TKO勝ち。
2005年5月28日、再び引退を撤回してイヴァン・ロビンソンと対戦し、判定勝ち。
2005年9月17日、グローヴァー・ワイリーに敗れたのを最後に正式に引退した。
2010年、世界ボクシング殿堂に殿堂入り。
2014年12月18日、約9年ぶりにエキシビションで復帰し、ビセンテ・サグレスタノと対戦した。
2015年7月3日、チャベスが自身の財産を寄付して設立した薬物リハビリ施設へのチャリティとしてマリオ・マルティネスとチャリティエキシビションで対戦した。
2019年11月22日、ホルヘ・アルセとエキシビションで対戦。アルセとはその後2020年2月28日、同年9月25日にもエキシビションで対戦した。
2021年6月19日、ヘクター・カマチョの息子のヘクター・カマチョ・ジュニアとエキシビションで対戦した。

## 人物
- 現役時代の後半は、ドラッグ依存とアルコール依存に苦しんだ。1992年9月12日にヘクター・カマチョに勝利した晩の祝勝パーティーでは、ホアキン・グスマン、イスマエル・サンバダ・ガルシア、ヘクター・ルイス・パルマ・サラサール、アマド・カリージョ・フエンテス、アレジャノ・フェリックス兄弟らの錚々たる麻薬密売組織のボスたちが出席していたが、チャベスはカマチョとの試合の話ばかり聞かれることに嫌気が差し、麻薬密売組織のボスたちにコカインを要求するが、誰も持っていないことを知ると腹を立て「地獄へ堕ちろ」と言い放ち、密売組織のボスの指示で手下が用意したコカインを初めて使用した。しかし、以降コカイン依存になってしまい、コカインの過剰摂取で吐血して何度も病院に運ばれたが、運ばれた病院のベッドでもコカインを使用するなど、ボクシングと私生活に悪影響を及ぼすようになった。連勝記録が90連勝で止まった1994年1月29日のフランキー・ランドールとの試合では試合の3日前までコカインを使用していた[5]。その後もコカインをやめられず1996年と1998年に2度対戦したオスカー・デ・ラ・ホーヤとの試合でも多量のコカインを使用していたと語っている[6]。
- 残念なことに息子2人もドラッグ依存となってしまうが、その事についてチャベスは、自身が薬物中毒だった姿を息子たちは見ていたのに同じ道をたどってしまったこと、また自身も強制入院でつらい経験をしたことがあるのにもかかわらず息子を強制入院させなければいけなかったことに複雑な心境を語っている[7]。
- 引退後はメキシコのテレビ局テレビシオン・アステカで解説者を務めている。
- 2017年6月25日に弟のラファエル・チャベス・ゴンザレスがクリアカンの自宅で強盗に殺害された[8]。

## 戦績
通算戦績 115戦 107勝 85KO 6敗 2分

## 獲得タイトル
- WBC世界スーパーフェザー級王座（防衛9=返上）
- WBA世界ライト級王座（防衛1=返上）
- WBC世界ライト級王座（防衛0=返上）
- WBC世界スーパーライト級王座（防衛12度）
- IBF世界スーパーライト級王座（防衛2=返上）
- WBC世界スーパーライト級王座（2期目:防衛4）